# Louvigné-de-Bais
Louvigné-de-Bais är en kommun i departementet Ille-et-Vilaine i regionen Bretagne i nordvästra Frankrike. Kommunen ligger i kantonen Châteaubourg som tillhör arrondissementet Fougères-Vitré. År 2022 hade Louvigné-de-Bais 1 874 invånare.

## Befolkningsutveckling
Antalet invånare i kommunen Louvigné-de-Bais
Referens:INSEE